# Mattia Mancini
Mattia Mancini detto Bastiancino (1745 – 7 settembre 1780) è stato un fantino italiano.
È tuttora il più vincente della storia del Palio di Siena con quindici successi, insieme con il Gobbo Saragiolo.

## Biografia
Le fonti storiche riguardanti la sua vita sono a tratti lacunose: non si conosce l'esatto luogo di nascita (parrebbe comunque nato nel contado senese), così come non si conosce l'esatto numero delle carriere disputate a causa delle contraddizioni di molti storici e di frequenti errori nelle trascrizioni. In ogni caso, sebbene con qualche discordanza, la maggioranza degli storici è concorde nel ritenere Bastiancino artefice di quindici vittorie. 
L'esatto numero di vittorie è di difficile individuazione anche perché all'epoca in Piazza correvano due fantini dal soprannome molto simile a Bastiancino: Giacomo Giovannetti detto Bastiancione e Antonio Giovannetti detto Bastianone (padre e figlio), vincitori rispettivamente una e tre volte.
Pare comunque probabile che la prima carriera nella quale Bastiancino corse fu il Palio del 16 agosto 1759: appena quattordicenne, portò alla vittoria l'Oca, montando il cavallo sauro di Sebastiano Rossi. 
La seconda vittoria giunse due anni dopo, quando Bastiancino vinse la carriera di agosto su Repicanato per la Civetta, consentendo alla contrada del Castellare di aggiudicarsi il primo cappotto della storia del Palio. 
Dal 1762 al 1767 si aggiudicò altri sei Palii (per Oca, Bruco, Montone, Istrice, Torre e Chiocciola), più una carriera non riconosciuta nell'albo d'oro ufficiale, disputata il 2 aprile 1765, con il Bruco.
Anche nel decennio successivo si registrò una serie di successi di Bastiancino. Vinse nuovamente per la Chiocciola il 2 luglio 1771, poi si aggiudicò il cappotto personale nel 1772 (vinse a luglio per l'Istrice e ad agosto di nuovo per la Chiocciola). Nel 1774 vinse di nuovo per il Montone e l'anno dopo per la Lupa. Proprio riguardo alla vittoria del 1774, le cronache riportano che Bastiancino approfittò in maniera inequivocabile del favore del mossiere Carlo Landi, il quale invitò il fantino (di rincorsa) ad entrare tra i canapi solo nel momento in cui lo spazio era così ampio da garantire allo stesso Bastiancino un comodo scatto verso la vittoria.
Nel 1778 vinse a luglio con la Civetta, aprendo alla contrada la strada per il secondo cappotto, realizzato grazie alla vittoria del fantino Nacche ad agosto. Analogo esito ebbe luogo nel 1779, quando a luglio Bastiancino vinse per l'Onda, la quale poi si sarebbe aggiudicata anche la carriera di agosto con il fantino Brecchino.
A luglio del 1780 Bastiancino corse senza successo per il Nicchio, montando il baio di Stefano Ticci. Ad agosto dello stesso anno fu chiamato dalla contrada con cui più di tutte aveva vinto: la Chiocciola. Il barbero da montare era lo stesso di luglio. Ma quel 16 agosto Bastiancino cadde malamente da cavallo. Per i postumi dell'infortunio, morì il 7 settembre successivo, a soli 35 anni. Sebbene il riferimento al 7 settembre sia considerato verosimile dagli storici, manca un riscontro ufficiale nei registri della Diocesi di Siena.

## Presenze al Palio di Siena
La documentazione sul numero di corse disputate effettivamente da Bastiancino è parziale. L'elenco che segue riporta le presenze al Palio di Siena di cui si ha certezza. 
Vinse in nove contrade differenti, preceduto soltanto da Caino e Pavolino con dieci.
Le vittorie sono evidenziate ed indicate in neretto.
| Palio          | Contrada     | Cavallo                          |
| -------------- | ------------ | -------------------------------- |
| 16 agosto 1759 | Oca          | Sauro di B. Rossi                |
| 16 agosto 1761 | Civetta      | Sauro dell'oste delle Donzelle   |
| 16 agosto 1762 | Oca          | Baio T. Palagi                   |
| 16 agosto 1763 | Bruco        | Baio C. Falorsi                  |
| 2 luglio 1765  | Valdimontone | Baio di M. Mancini               |
| 2 luglio 1766  | Istrice      | Morello dell'oste della Scala    |
| 14 maggio 1767 | Torre        | Baio di G. Ricci                 |
| 2 luglio 1767  | Chiocciola   | Baio di M. Mancini               |
| 2 luglio 1768  | Selva        | Morello di G. Becarelli (scosso) |
| 2 luglio 1770  | Leocorno     | Morello di F. Ricci              |
| 16 agosto 1770 | Leocorno     | Morello di F. Ricci              |
| 2 luglio 1771  | Chiocciola   | Sauro di E. Pegni                |
| 2 luglio 1772  | Istrice      | Morello di D. Picchi             |
| 17 agosto 1772 | Chiocciola   | Grigio di G. Casini              |
| 2 luglio 1773  | Tartuca      | Sauro di G. Decinè               |
| 2 luglio 1774  | Bruco        | Baio di L. Fanciulli             |
| 16 agosto 1774 | Valdimontone | Grigio di G. Gigli               |
| 2 luglio 1775  | Giraffa      | Baio di F. Ricci                 |
| 16 agosto 1775 | Lupa         | Sauro di A. Amaddii              |
| 2 luglio 1776  | Valdimontone | Grigio di G. Santini             |
| 2 luglio 1777  | Istrice      | Sauro di P. Testi                |
| 16 agosto 1777 | Leocorno     | Grigio di D. Brenci              |
| 2 luglio 1778  | Civetta      | Sauro di A. Coppi                |
| 2 luglio 1779  | Onda         | Grigio di S. Ticci               |
| 16 agosto 1779 | Pantera      | Grigio di S. Ticci               |
| 2 luglio 1780  | Nicchio      | Baio di S. Ticci                 |
| 16 agosto 1780 | Chiocciola   | Baio di S. Ticci (scosso)        |

## Dubbi sul nome
Secondo alcune fonti il nome di battesimo era "Mattio", ma la maggior parte delle cronache concordano su "Mattia".